# Henneguya ouakamensis
Henneguya ouakamensis is een microscopische parasiet uit de familie Myxobolidae. Henneguya ouakamensis werd in 1997 beschreven door Kpatcha, Faye, Diebakate, Fall & Toguebaye. 